# Desnutrición infantil

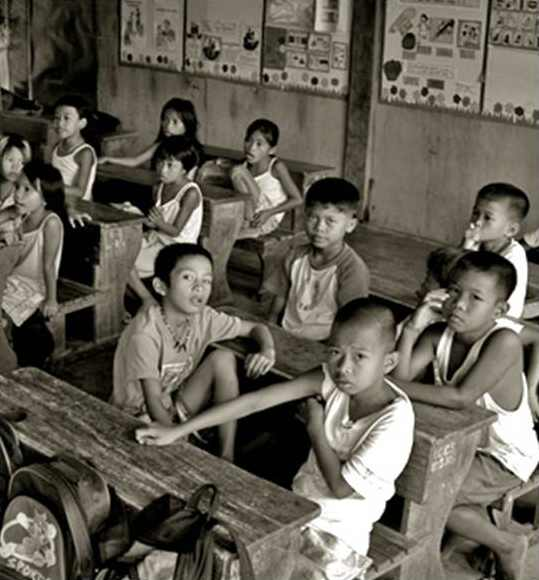
Desnutrición debida a geohelmintiasis en niños en edad escolar en la isla de Guimaras, Filipinas (UP Manila, 2012).

La desnutrición infantil es una enfermedad producida por un insuficiente aporte de proteínas y/o calorías, necesario para satisfacer las necesidades alimentarias del organismo. En su origen interfieren numerosos factores, tales como la pobreza, la escasez en la disponibilidad de alimentos, la privación económica, los hábitos dietéticos, la mala calidad del agua para beber, la selección inapropiada de alimentos y la asociación con infecciones parasitarias y /o bacterianas que contribuyen a la producción de un desequilibrio entre el ingreso de alimentos y la biodisponibilidad de nutrientes y energía.

### Malnutrición infantil
Según el informe de UNICEF del año 2019,  Niños alimentos y nutrición    a raíz de la modificación de  las condiciones de vida y la realidad de las personas, más las modificaciones en el ambiente, crece la preocupación por poder alimentar de manera sostenible a los niños y niñas. Los cambios de hábitos han modificado también aquello que comemos. Estamos dejando atrás  formas de  alimentación tradicionales y autóctonas y "adoptamos prácticas de alimentación modernas que con frecuencia son ricas en azúcares y grasas, bajas en nutrientes esenciales y fibra, y están a menudo altamente procesadas".
En este escenario es que se habla de malnutrición infantil.  Este concepto se ligaba tradicionalmente  a las imágenes del hambre y la hambruna,  sin embargo  en la actualidad se utiliza para describir a una franja mucho más amplia de niños:" niños con retraso en el crecimiento y emaciación, pero también aquellos que padecen el “hambre oculta” derivada de las carencias de vitaminas y minerales esenciales, así como el creciente número de niños y jóvenes con problemas de sobrepeso o de obesidad. Estos son los niños que no están creciendo bien. Las cifras son preocupantemente altas. Uno de cada tres niños menores de 5 años presenta retraso en el crecimiento, emaciación o sobrepeso y, en algunos casos, sufre una combinación de dos de estas formas de malnutrición. A este número hay que añadir los niños que padecen hambre oculta, que puede perjudicar su supervivencia, su crecimiento y su desarrollo en todas las etapas de la vida."

### Vertientes de la malnutrición
1) Desnutrición: complementariamente a lo que  se señala al comienzo de este texto,  la  desnutrición afecta a decenas de millones de niños y se evidencia en el retraso en el crecimiento de niños que no reciben una nutrición adecuada durante los primeros 1.000 días –desde la concepción hasta el segundo año– y a menudo después. La desnutrición también es evidente " en la emaciación de los niños en cualquier etapa de sus vidas, cuando circunstancias como la escasez de alimentos, las malas prácticas de alimentación y las infecciones, a menudo agravadas por la pobreza, las crisis humanitarias y los conflictos, los privan de una nutrición adecuada y, en demasiados casos, provocan su muerte".
2) Hambre oculta:  la carencia de  micronutrientes esenciales debilitan la salud y el bienestar de los niños, los jóvenes y las mujeres. Es importante  saber que el hambre oculta es difícilmente identificable por lo que cuando se pretende actuar ya es tarde.  Unicef ilustra esta vertiente con el ejemplo de la carencia de vitamina A –una de las principales causas de ceguera infantil–  que afectó a uno de cada tres menores de cinco años en 2013.   Afecta a dos mil millones de personas en todo el mundo.
3) Sobrepeso y obesidad: el número de niños obesos de entre 5 y 19 años se ha multiplicado desde mediados de la década de 1970, aumentando entre 10 y 12 veces en todo el mundo. Se trata de una afección que impacta a todos los sectores sociales, aunque se  ha detectado en los últimos años un incremento  en personas de escasos recursos; quizá esto se deba la mayor disponibilidad  y elección de  "alimentos" de “calorías baratas” procedentes de alimentos grasos y azucarados en casi todos los países del mundo.
El sobrepeso y la obesidad traen  consigo un mayor riesgo de contraer enfermedades no contagiosas, como la diabetes tipo 2 y las enfermedades coronarias. Los análisis realizados como parte del estudio sobre la Carga Mundial de Enfermedades sugieren que las prácticas de alimentación que carecen de una nutrición adecuada son actualmente la principal causa de muerte en todo el mundo.

## Infancia y la nutrición
Un niño no es un adulto de dimensiones reducidas, sino un ser biológico distinto que está creciendo y desarrollándose. En el primer año de vida es muy importante el crecimiento y desarrollo cerebral, para protegerlo en ese lapso, la lactancia materna es esencial e importante.
En los países en desarrollo se aconseja prolongarla cuanto sea posible, ya que después del destete es alimentado con los escasos e incompletos recursos alimentarios. Esta es la época de la mayoría de las enfermedades infecto contagiosas. Aunque se tiene un alto porcentaje de agua corporal total, es fácil de perder. La frecuencia de diarreas infecciosas produce que haya un peligro de deshidratación.
La desnutrición es un grave problema que afecta especialmente a los países de ingresos bajos y medios, y que es responsable de la muerte de cerca de un millón de niños cada año. Asimismo, la desnutrición contribuye a una disminución del funcionamiento cognitivo, un rendimiento escolar deficiente y una mala salud en general. Los programas de alimentación complementaria busca cerrar la brecha energética originada por este problema, proporcionándoles a las personas alimentos y bebidas con un alto nivel de energía, para ser consumidos junto con sus comidas regulares.
Una revisión sistemática de 32 estudios, la mayoría llevados a cabo en países de ingresos bajos y medios, halló que la alimentación complementaria tiene una incidencia pequeña en los resultados nutricionales. Esta es más eficaz en los niños más pequeños y pobres, cuando se les proporcionan dichos alimentos en guarderías o centros de alimentación en vez de que se los lleven a sus hogares; cuando los alimentos complementarios proporcionan mayor energía; y cuando la supervisión del programa es estricta. Asimismo, existe un efecto positivo en el desarrollo psicomotor, aunque no hay evidencia clara sobre su efecto sobre el desarrollo cognitivo.

### Factores que influyen en la desnutrición
Aunque normalmente se menciona la pobreza como la causa principal de la desnutrición, existen otras causas tan importantes como ésta, tales como la no lactancia materna exclusiva, la presencia de enfermedades como diarrea, infecciones respiratorias agudas, y otras; la falta de educación y de información sobre la buena o adecuada alimentación, el no consumo de suplementos vitamínicos o alimentos fortificados, y el costo de los alimentos.

## Patología de la nutrición
La patología de la nutrición estudia las enfermedades en general; la patología y la patogenia, sus causas, sus manifestaciones clínicas, su evolución, el diagnóstico diferencial y el tratamiento. A diferencia de la patología interna o medicina, encara a las enfermedades de manera diferente, debido a que enfatiza los aspectos de la enfermedad relacionada con la nutrición, el metabolismo y la excreción, y los tratamientos directamente vinculados a estos, especialmente al alimentario.

## Tiempos de la nutrición
La nutrición se desarrolla a través de tres etapas o tiempos: 
- Alimentación: tiene que ver con todo lo referente al acto del consumo de los alimentos; desde la producción de los mismos, la forma de obtenerlos, la escasez, hasta la forma de prepararlos y cómo consumirlos. Además, en esta etapa están incluidos también aspectos como la masticación, deglución, digestión y absorción de los alimentos, llamada también la fase intrínseca de la alimentación.
- Metabolismo: contempla todos los procesos bioquímicos para la utilización de los alimentos consumidos, la utilización como energía y almacenamiento.
- Excreción: por último, aquellos metabólicos que no fueron utilizados o que no pueden almacenarse pasan a ser excretados por diferentes órganos del cuerpo, como el intestino (heces), riñón (orina) o la piel (sudor).

## Hábitos alimentarios
El apetito, a diferencia del hambre, es un deseo consciente de comer y puede ser específico. Se adquiere por experiencia y solo busca una mejor calidad de vida.
Los hábitos alimenticios son las maneras de cómo un individuo o grupo social selecciona, consume y utiliza los alimentos a su alcance. 
Estos hábitos son regulados por factores fisiológicos y socioculturales. También la mala carencia de interés hacia el niño,y la mala distribución de alimentos “chatarra”, por no cumplir los horarios adecuados para proporcionar alimentos saludables.
Para combatir la desnutrición infantil es importante prestar atención a todas las etapas de crecimiento hasta alcanzar la edad adulta, lo que incluye llevar a cabo acciones como el apoyo a las madres durante la lactancia y en la incorporación a la alimentación, el seguimiento de una dieta adaptada a hábitos saludables que evite el sobrepeso y obesidad infantil, y la aplicación de educación alimentaria y apoyo nutricional durante la adolescencia con el objetivo de evitar trastornos alimenticios como la bulimia o la anorexia.

## Anemia
En la infancia es frecuente observar cuadros clínicos de Anemia asociados a diferencias nutricionales. La anemia es un síndrome clínico, caracterizado por una cifra de Hb inferior al mínimo normal. Para entender las graves repercusiones a nivel de toda la biología se deben de reconocer las funciones de la sangre en el organismo.

## Anemia por diferencia nutricional
La anemia se debe a un aporte insuficiente de Fe, fosfatos, vitaminas B12, vitamina E y proteínas. Un dato muy importante sobre las anemias en la infancia es que pueden retrasar el crecimiento y desarrollo.

## Clasificación de la desnutrición

### Marasmo
Es una serie de desnutrición calórica y proteínica. Se debe al infraconsumo de calorías con los alimentos. El niño tiene un peso corporal demasiado bajo, atrofia muscular, retraso de crecimiento, anorexia, íleo parcial, enfermedades relacionadas de evolución crónica y envejecimiento prematuro.
El niño usa sus reservas de energía del tejido adiposo y de los músculos, con adelgazamiento, consumo de masa muscular y pérdida de tejido adiposo, y cuando progresa la enfermedad puede tener pérdida de la inmunidad. Como la disminución del aporte energético no puede compensar el requerimiento calórico, se utiliza grasa corporal como sustrato de energía con la consiguiente disminución del tejido celular subcutáneo. Cuando hay un déficit de aporte de proteínas como de energía, el fenómeno de adaptación eleva los niveles cortisol y glucagón y disminuye la insulina con los efector orgánicos pertinentes. Los músculos son más afectados por la expoliación ya que proporcionan los aminoácidos esenciales para el mantenimiento de la síntesis proteica-visceral y así producir cantidades adecuadas de albúmina sérica, que previenen la presencia de edemas o infiltración grasa del hígado.

### Kwashiorkor
Afecta principalmente a los niños en el momento del destete y hasta cerca de los seis años de edad (edad escolar), en este momento se termina el efecto protector de la lactancia materna y el niño empieza a comer la dieta incompleta que le brindan los adultos. Puede haber adelgazamiento pero también obesidad, hay cambios en el pelo, despigmentación, aparición de dermatosis, diarrea y anemia.

### Causas, incidencia y factores de riesgo
El «kwashiorkor» es más común en áreas donde hay:
- Hambre
- Suministro limitado de alimentos
- Bajos niveles de educación (cuando las personas no comprenden cómo consumir una dieta apropiada)

Esta enfermedad es más frecuente en países muy pobres y, a menudo, ocurre durante una sequía u otro desastre natural o durante épocas de inestabilidad política. Estas situaciones son responsables de la falta de alimento, lo cual lleva a que se presente desnutrición.

#### Tratamiento
El hecho de obtener más calorías y proteínas corregirá el «kwashiorkor», si el tratamiento se comienza a tiempo. No obstante, los niños que han padecido esta afección nunca alcanzarán su potencial total con respecto a la estatura y el crecimiento.
El tratamiento depende de la gravedad de la afección. Las personas que sufren de una conmoción requieren tratamiento inmediato para restaurar la volemia y mantener la presión arterial.
Primero se administran calorías en forma de carbohidratos, azúcares simples y grasas. Las proteínas se administran después de que otras fuentes calóricas ya han suministrado energía. Los suplementos de vitaminas y minerales son esenciales.
Debido a que la persona ha estado sin mucho alimento durante un período largo de tiempo, el hecho de comer le puede ocasionar problemas, especialmente si las calorías son demasiado altas al principio. Por lo tanto, los alimentos deben introducirse gradualmente, comenzando por los carbohidratos para proporcionar energía, seguidos por alimentos proteicos.
Muchos niños desnutridos desarrollarán intolerancia al azúcar de la leche (intolerancia a la lactosa) y será necesario suministrarles suplementos con la enzima lactasa para que puedan tolerar productos lácteos.

#### Expectativas
El tratamiento oportuno generalmente lleva a obtener buenos resultados. El tratamiento  en sus etapas avanzadas puede mejorar la salud general del niño; sin embargo, este puede quedar con problemas físicos y mentales permanentes. Si no hay tratamiento o si este llega demasiado tarde, la afección es potencialmente mortal.

#### Complicaciones
- Coma
- Discapacidad física y mental permanente

### El mundo de las emociones en la alimentación[6]
Es importante incluir en la tríada de la alimentación saludable (comida y movimiento) un componente no menos importante como son las emociones. Esta idea de incorporarlas  tuvo resistencias y críticas pero, según señalan especialistas, se fue aceptando que para perder peso o para mantener una vida sana era necesario abordar esos tres puntales o ejes.
Uno de los aspectos que primero hay que discernir es cuándo existe hambre real y cuándo se sienten "vacíos" que se deberían colmar o satisfacer de otras maneras que no sean específicamente con  comida. Antes de comer o hacer actividad física  deberíamos poder identificar las emociones que nos acompañan: escucharlas, aceptarlas, transitarlas, enfrentarlas o desafiarlas para poder  acompañar las conductas alimentarias  con un verdadero autoconocimiento. 
Muchas veces algunas emociones interfieren en la percepción del hambre. Hay estudios científicos que comprueban que muchas veces comemos de  más cuando sentimos enojo, soledad, aburrimiento, ansiedad, dolor, tristeza, impotencia, miedo; pero también cuando estamos felices, exultantes, acompañados, etc. Científicos del área señalan que es más frecuente que comamos de más por emociones negativas.
Por eso,  como  propósito para acompañar el desarrollo alimentario de la primera infancia es que desde el lugar de adultos cuidadores se pueda ayudar a los niños a reconocer la emoción y ofrecerles las herramientas para elegir qué hacer con ella antes de buscar comida no saludable para anularla, obturarla o esconderla.   